# Lonchura teerinki
El capuchino pechinegro (Lonchura teerinki) es una especie de ave paseriforme de la familia Estrildidae endémica de las montañas del oeste de la isla de Nueva Guinea.